# 7,5-cm-Pak 41
Die 7,5-cm-Pak 41 war eine Panzerabwehrkanone (Pak) der Wehrmacht im Zweiten Weltkrieg.

## Geschichte

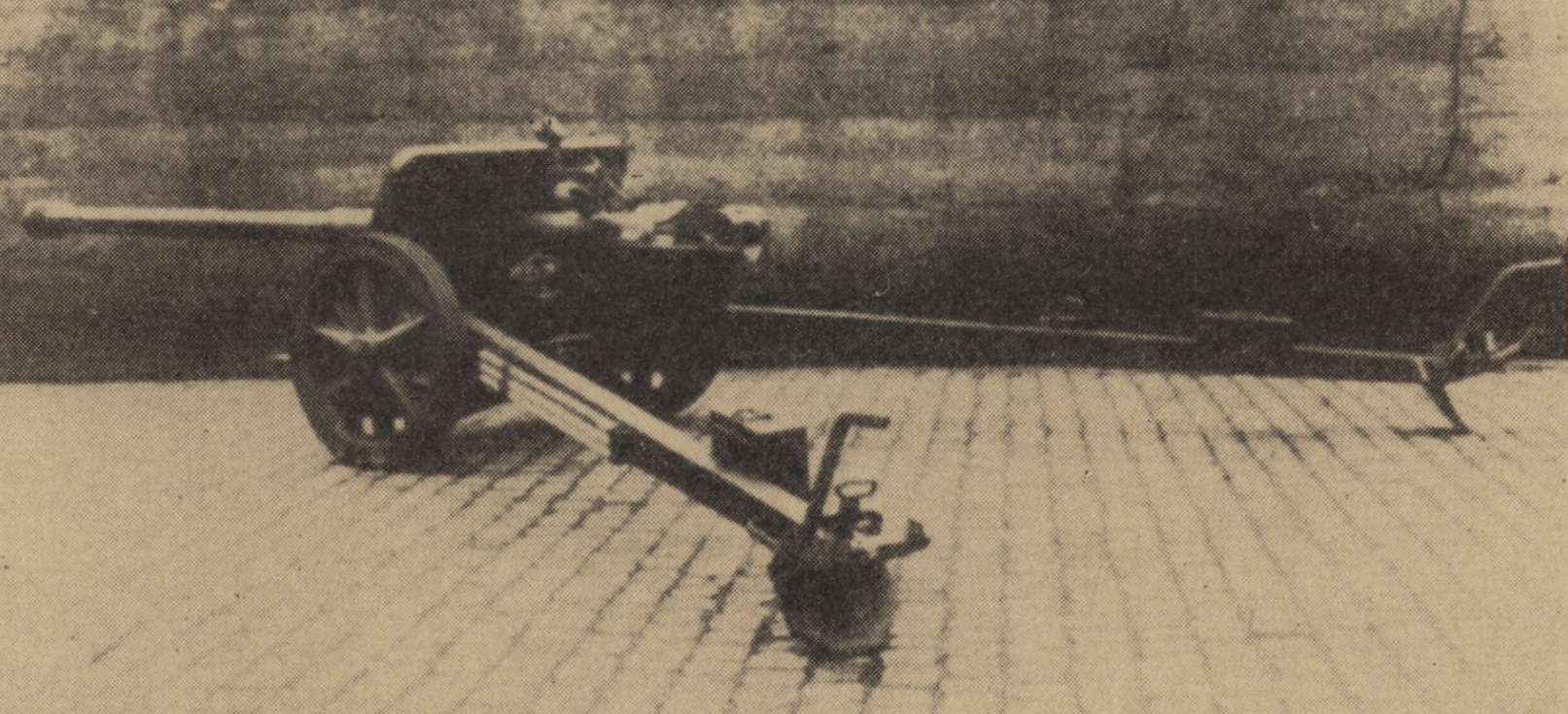
Die 7,5-cm-Pak 41 von der Seite

Wie bei der Schweren Panzerbüchse 41 und der 4,2-cm-leichten Pak 41 basierte das Geschütz auf dem von Carl Puff entwickelten konischen Lauf. Das Kaliber der Waffe vor der Kammer betrug 75 mm und verjüngte sich zur Mündung auf 55 mm. Das Geschoss besaß einen Wolframkern. Der den Kern umhüllende Geschossmantel wurde beim Passieren des Laufes zusammengedrückt. Durch den großen Anfangsquerschnitt konnte das 2,6 kg schwere Geschoss auf eine hohe Mündungsgeschwindigkeit beschleunigt werden. Problematisch war, dass Wolfram für die deutsche Rüstungsindustrie nur begrenzt zur Verfügung stand. Produziert wurde das Geschütz nur kurze Zeit, im März 1942 wurden 48 Geschütze vom Heereswaffenamt abgenommen, 4 Stück im April 1942 und 146 Geschütze im Mai 1942. Eingesetzt wurde sie bis 1945, allerdings wurden die Geschütze aufgrund von Munitionsmangels ab August 1943 (nur noch 66 Stück an der Ostfront verbleibend) an das HG West abgegeben. Der Herstellungspreis des Geschützes betrug 15.000 RM.

## Technik
Die 7,5-cm-Panzerjägerkanone 41 (7,5cm Pak 41) war eine halbautomatische, schwere Schnellfeuerkanone mit gefederter Spreizlafette für Kraftzug.
Bis auf die Rohrkonstruktion war die Kruppkanone ein konventionelles Geschütz. Die Waffe lagerte auf einer mit zwei Spreizholmen versehenen Bodenplatte. Der Rückstoß wurde über ein hydropneumatisches System abgefedert. Die Spreizholme dienten mit ihren Erdspornen zur Stabilisierung. Der Schutzschild war doppelwandig und schützte gegen Beschuss aus Handfeuerwaffen sowie Granatsplitter.
Das Rohr war eine spezielle Konstruktion. Bei den ersten Versuchen mit konischen Läufen verlief die Verjüngung des Geschützrohres über die gesamte Länge. Bei der Pak 41 wurde das Anfangskaliber von 75 mm über 2,95 m beibehalten. In einem Teilstück des Rohres verjüngte sich das Kaliber dann auf einer relativ kurzen Strecke auf 55 mm. Dadurch stieg die Abnutzung des Rohres in diesem Abschnitt. Da dieses Teilstück mit dem Rest des Rohres verschraubt war, konnte der stärker beanspruchte Teil des Rohres im Feld schnell ersetzt werden und machte die Pak somit deutlich wartungsfreundlicher als frühere Konstruktionen.

## Durchschlagsleistung
Bei einer Kampfentfernung von 500 m war die Pak 41 in der Lage, 210 mm Panzerstahl zu durchschlagen. Selbst in 2000 m Entfernung wurden noch Panzerplatten mit 125 mm Dicke zerstört. Damit war das Geschütz in der Lage, jeden zu dieser Zeit existierenden Panzer zu vernichten.